# Años 150
Los años 150 o década del 150 empezó el 1 de enero del 150 y terminó el 31 de diciembre del 159.

## Acontecimientos
- San Aniceto sucede a San Pío I como papa en el año 155
- 159: Comienza en la India, el reinado de Shivashri Satakarni como rey Satavahana de Andhra.

## Personas destacadas
- Antonino Pío, Emperador romano (138 al 161)